# Монмътшър
Мъ̀нмътшър (на английски: Monmouthshire, звуков файл и буквени символи за произношението , на уелски: Sir Fynwy, Сир Въ̀нуи) е административна единица в Уелс, със статут на графство (county). Създадена е със Закона за местното управление през 1994 г.
Областта е разположена в Югоизточен Уелс, граничейки на запад с Поуис, Блайнай Гуент, Торвайн и Нюпорт. Името му идва от историческото графство Мънмътшър, което заема голяма част от него. Главен административен център е гр. Кумбран, графство Торвайн.

## Градове
- Абъргавени
- Колдикът
- Мънмът
- Чепстоу
- Ъск